# Vedartad

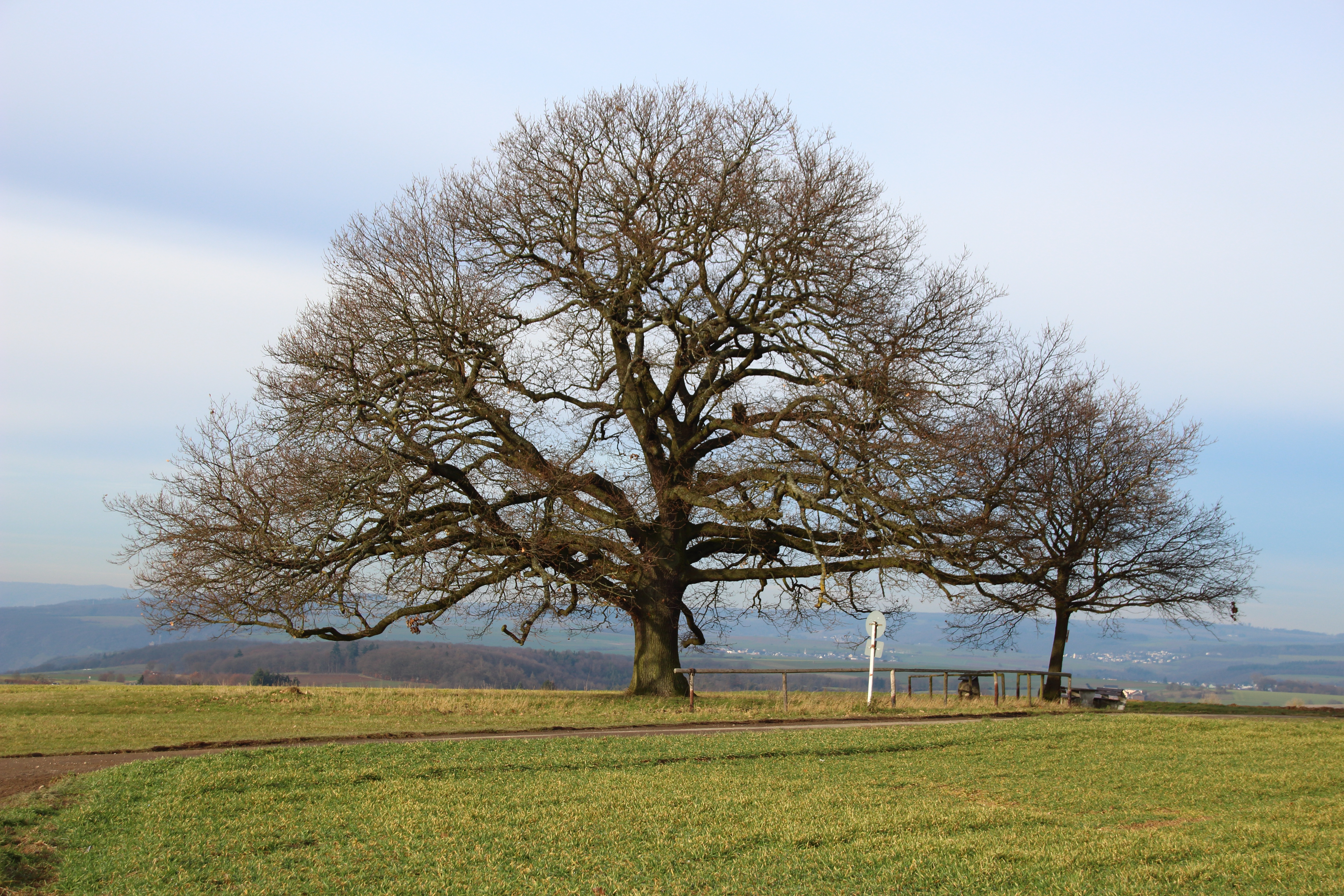
En ek är en vedväxt.

Vedartad, eller vedväxt, kallas en växt som bildar lignin i sina stjälkar eller stammar. De vissnar oftast inte efter tillväxtperioden. Till vedartade växter kan räknas buskar och träd. Även dvärgbuskar (som ljung och blåbär) och lianer räknas till vedväxterna. Vanligen ingår också halvbuskar, som hallon, i de vedartade växterna. Hos halvbuskar är enbart de nedre delarna av växten förvedade. Ett annat namn för vedartade växter är lignoser.
Bladen hos en vedväxt kan vara fleråriga, exempelvis barren på en gran, eller falla av årligen.